# Султанат Могадишо
Султана́т Могади́шо (сомал. Saldanadda Muqdisho, араб. سلطنة مقديشو‎) — средневековое африканское государство, существовавшее с XII по XVII век на территории современного Сомали с центром в г. Могадишо.

## История
Султанат вырос вокруг г. Могадишо в качестве одной из могущественных держав в районе Африканского Рога в течение XII—XIV веков, позже стал частью растущей Аджуранской империи. Султанат Могадишо поддерживал обширную торговую сеть с арабскими странами и Индией, доминировал в региональной торговле золотом, имел свои собственные монеты, и оставил обширное архитектурное наследие в современной южной части Сомали. Сомалийские купцы из Могадишо основали колонию в Мозамбике для добычи золота на рудниках в Софале. С внутренними областями Африканского Рога велась караванная торговля.
Во время своих путешествий Ибн Саид аль-Магриби (1213—1286) отметил, что город Могадишо уже стал ведущим исламским центром в регионе. Ко времени появления марокканского путешественника Ибн Баттуты на побережье Сомали в 1331 году город находился на пике процветания. Он описал Могадишо как «чрезвычайно большой город» со множеством богатых купцов, славившийся своими высококачественными тканями, которые он экспортировал в Египет и другие страны. Баттута добавил, что городом правил сомалийский султан Абу Бакр, который был родом из Берберы в северной части Сомали и одинаково бегло говорил как на сомалийском (названный Баттутой как бенадир, южный сомалийский диалект), так и на арабском языке. У султана также была свита из визиров (министров), юристов, командиров, королевских евнухов и других должностных лиц на его побегушках.
Ибн Хальдун (1332—1406) отметил в своей книге, что Могадишо был огромным мегаполисом, который служил столицей Аджуранского королевства. Он также утверждал, что Могадишо был очень густонаселенным городом с большим количеством богатых купцов, но по характеру они были кочевниками. Он назвал жителей Могадишо высокими смуглыми берберами и назвал их народом ас-Сомаал. Знаменитый китайский путешественник и флотоводец Чжэн Хэ прибыл в Могадишо, в то время, когда город был в зените. Наряду с золотом, ладаном и тканями, Чжэн привёз в Китай первых африканских животных, среди которых были бегемоты, жирафы и газели.
Около 1335 года султанат Могадишо был завоёван суахилийским султанатом Пате, который превратил султанат в центр своих территорий на юге Сомали. В 1499 году Могадишо было сильно разрушено в результате бомбардировки португальских кораблей под командованием Васко да Гамы. В 1542 году в битве при Бенадире аджуранский флот нанёс сокрушительное поражение португальскому флоту под командованием Жуана де Сепульведе.
Могадишо был центром процветающей ткацкой промышленности, известной как туб бенадир (специализировался на рынках Египта и Сирии). Вместе с Маркой и Барауэ он служил транзитной остановкой для торговцев из Момбасы и Малинди, а также для торговцев золотом из Килвы. Еврейские купцы из Ормуза привозили индийские ткани и фрукты на побережье Сомали в обмен на зерно и древесину. Впоследствии султанат прекратил морскую торговлю, что привело к постепенному упадку.